# Beckasiner
Beckasiner (Gallinaginae) är en underfamilj inom familjen snäppor (Scolopacidae). Underfamiljen brukar delas upp i fyra släkten; Coenocorypha, Gallinago, Lymnocryptes, och Limnodromus och består av våtmarkslevande vadare med långa näbbar och kompakta kroppar.

## Släkten och arter inom underfamiljen
Här listas nu levande och nyligen utdöda arter, i ordning efter International Ornithological Congress.
- Coenocorypha (5 arter, varav två utdöda)
  - Mindre chathambeckasin (Coenocorypha pusilla)
  - Nordöbeckasin (C. barrierensis) – utdöd
  - Sydöbeckasin (C. iredalei) – utdöd
  - Snaresbeckasin (Coenocorypha huegeli)
  - Aucklandbeckasin (Coenocorypha aucklandica)
- Lymnocryptes (1 art)
  - Dvärgbeckasin (Lymnocryptes minimus)
- Gallinago (18 arter)
  - Bergbeckasin (Gallinago solitaria)
  - Japansk beckasin (Gallinago hardwickii)
  - Skogsbeckasin (Gallinago nemoricola)
  - Sibirisk beckasin (Gallinago stenura)
  - Taigabeckasin (Gallinago megala)
  - Afrikansk beckasin (Gallinago nigripennis)
  - Madagaskarbeckasin (Gallinago macrodactyla)
  - Dubbelbeckasin (Gallinago media)
  - Enkelbeckasin (Gallinago gallinago)
  - Amerikansk beckasin (Gallinago delicata)
  - Sydamerikansk beckasin (Gallinago paraguaiae)
  - Magellanbeckasin (Gallinago magellanica)
  - Punabeckasin (Gallinago andina)
  - Ädelbeckasin (Gallinago nobilis)
  - Jättebeckasin (Gallinago undulata)
  - Chilebeckasin (Gallinago stricklandii)
  - Andinsk beckasin (Gallinago jamesoni)
  - Kejsarbeckasin (Gallinago imperialis)
- Beckasinsnäppor (Limnodromus) (3 arter)
  - Mindre beckasinsnäppa (Limnodromus griseus)
  - Större beckasinsnäppa (Limnodromus scolopaceus)
  - Asiatisk beckasinsnäppa (Limnodromus semipalmatus)

## Inom kulturen
Trivialnamnet beckasin härstammar från franskans bécassine som är diminutivform av bécasse som betyder morkulla.
Beckasinen har varit ett vanligt motiv inom lyrik och annan litteratur. Den är sällan artbestämd men beroende på varifrån verket härstammar går det ganska ofta att avgöra arttillhörighet. I äldre litteratur, som i Eddan, omskrivs långnäbbade vadarfåglar, som spovar, beckasiner och snäppor under samlingsnamnet snipor. Jämför med engelskans snipe som just betyder "beckasin" och svenskans snäppor, som härstammar från detta namn. En snipa, som bedöms vara enkelbeckasin omskrivs som en lyckobringande fågel i Eddan och enkelbeckasinens karaktäristiska läte är ett vårtecken på Island på samma sätt som gökens läte har varit det i många delar av Europa.

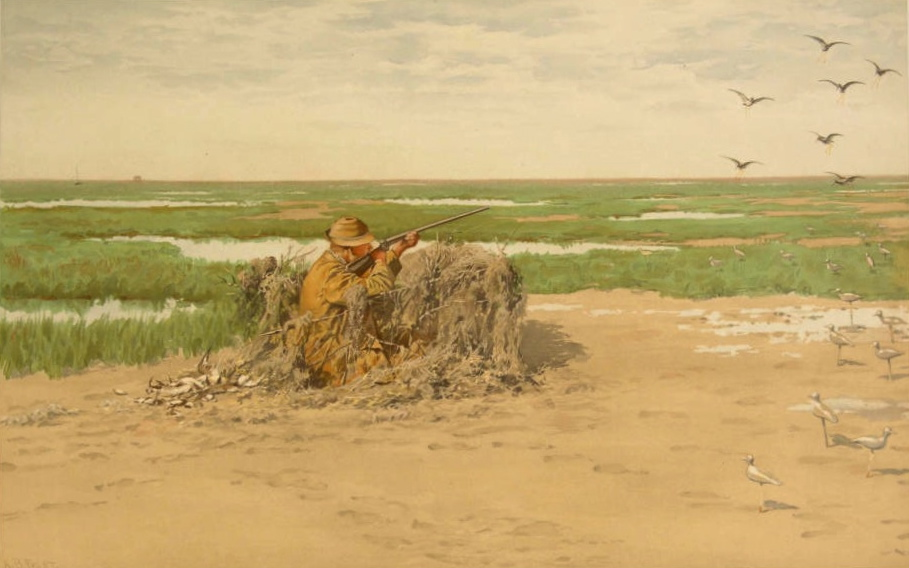
Målning av en beckasinjägare av Arthur Burdett Frost.

Beckasinen är omskriven av Bellman i Fredmans epistel "Vila vid denna källa" och frasen "Flygande bäckasiner söka hwila" är en av de vanligare svenska pangramen. Precis som i "Vila vid denna källa" där den omnämns som en nyss skjuten Beccasin så är det ofta som matfågel och jaktbyte som beckasiner omskrivs. Den har ansetts som en svårskjuten fågel eftersom den är mycket alert, lättskrämd och sällan vistas öppet länge, varför man ofta får använda kamouflage för att komma dem nära. I flykten är de också svårskjutna, till skillnad från exempelvis morkullan. I engelska har svårigheterna med att jaga beckasin gett upphov till den militära termen sniper, som alltså betyder "prickskytt", och som ursprungligen betydde en extra skicklig jägare med hög kompetens inom skytte och kamouflering.